# Bolteria rubropallida
Bolteria rubropallida är en insektsart som beskrevs av Knight 1918. Bolteria rubropallida ingår i släktet Bolteria och familjen ängsskinnbaggar. Inga underarter finns listade i Catalogue of Life.